# Eiskunstlauf-Europameisterschaft 1914
Die 20. Eiskunstlauf-Europameisterschaft fand am 1. und 2. Februar 1914 in Wien statt. Es war die letzte Eiskunstlauf-Europameisterschaft vor dem Ersten Weltkrieg.

## Ergebnis

### Herren
| Platz | Sportler          | Land       |
| ----- | ----------------- | ---------- |
| 1     | Fritz Kachler     | Österreich |
| 2     | Andreas Krogh     | Norwegen   |
| 3     | Willy Böckl       | Österreich |
| 4     | Ernst Oppacher    | Österreich |
| 5     | Ludwig Wrede      | Österreich |
| 6     | Josef Oppacher    | Österreich |
| 7     | Erwin Schwarzböck | Österreich |

Punktrichter:
- Otto Bohatsch  Österreich
- Karl Kaiser  Österreich
- Emanuel Hajek  Österreich
- Hans Pfeiffer  Österreich
- H. R. Yglesias  Vereinigtes Königreich

## Quelle
- European figure skating championships 1910–1914. Skatabase, archiviert vom Original am 11. Oktober 2008; abgerufen am 18. Mai 2018 (englisch).